# ژن‌شناسی بالینی
ژنتیک بالینی، بخشی از ژنتیک پزشکی می‌باشد که به سلامت و بیماری افراد و خانواده‌ها می‌پردازد. از نگاه کاربردی، ژنتیک بالینی کاربرد ژنتیک در پزشکی روزمره است. شاخه‌های دیگر ژنتیک پزشکی از جمله ژنتیک مولکولی یا سیتوژنتیک مبنای آزمایشگاهی دارند. ژنتیک بالینی تعامل مستقیم با بیمار دارد. متخصصین ژنتیک بالینی افرادی هستند که در زمینه ژنتیک تحصیلات آکادمیک دارند که منجر به درجه دانشگاهی شده‌است. تفاوت مشاور ژنتیک و متخصص ژنتیک بالینی آن است که مشاوره ژنتیک بعد از تأیید تشخیص بالینی به مشاوره بیماران مبادرت می‌کند. حال آن که متخصص ژنتیک بالینی در فعالیت‌های تشخیصی و گاه در درمان بیماران نیز مداخله می‌کند.

## منبع
- غفاری، سعید رضا. درس‌های ژنتیک برای کارشناسان نظام سلامت. تهران: انتشارات اندیشه سرا، ۱۳۸۵.